# Ljudmila Furceva
Ljudmila Alekseevna Furceva (in russo Людмила Алексеевна Фурцева?; Mosca, 2 marzo 1974) è un'ex cestista russa.

## Carriera
Con la Russia ha disputato i Campionati europei del 1997.